# Parc de Nara
Le parc de Nara (奈良公園, Narakōen) est un parc public de la ville de Nara au Japon, situé au pied du mont Wakakusa, fondé en 1880 et administré par la préfecture de Nara. Le parc est l'un des lieux de beauté pittoresques désignés par le ministère de l'Éducation. Plus de 1 200 cerfs sika sauvages ((シカ) ou (鹿) shika) déambulant librement dans le parc sont également sous la désignation du ministère, classés « trésor naturel ». Bien que la superficie officielle du parc soit d'environ 502 ha, le domaine qui comprend les emprises du Tōdai-ji, du Kōfuku-ji et du Kasuga-taisha qui sont soit sur le bord du parc, soit entouré par lui, fait jusqu'à 660 ha.

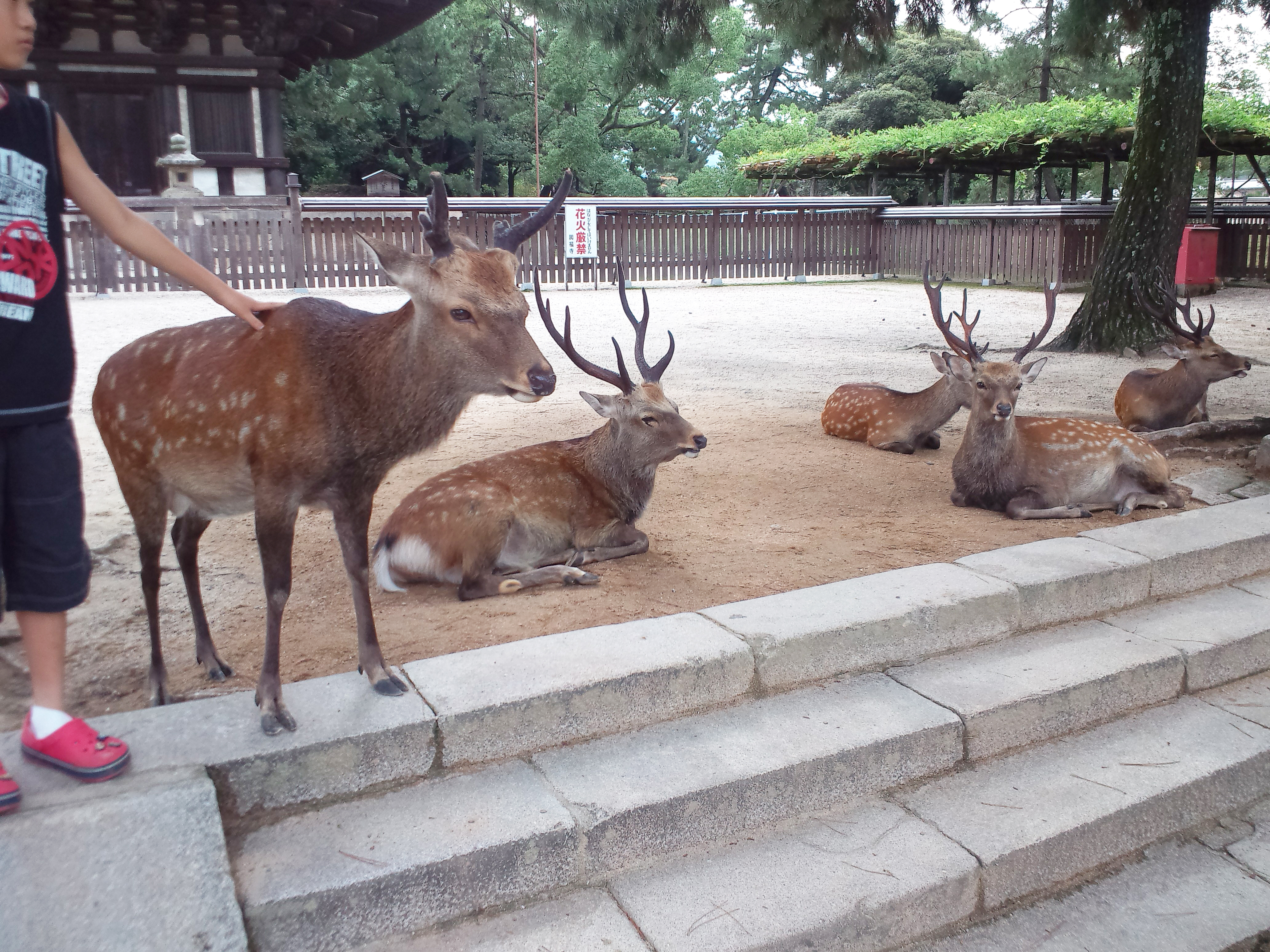
Cerfs sika dans le parc de Nara.
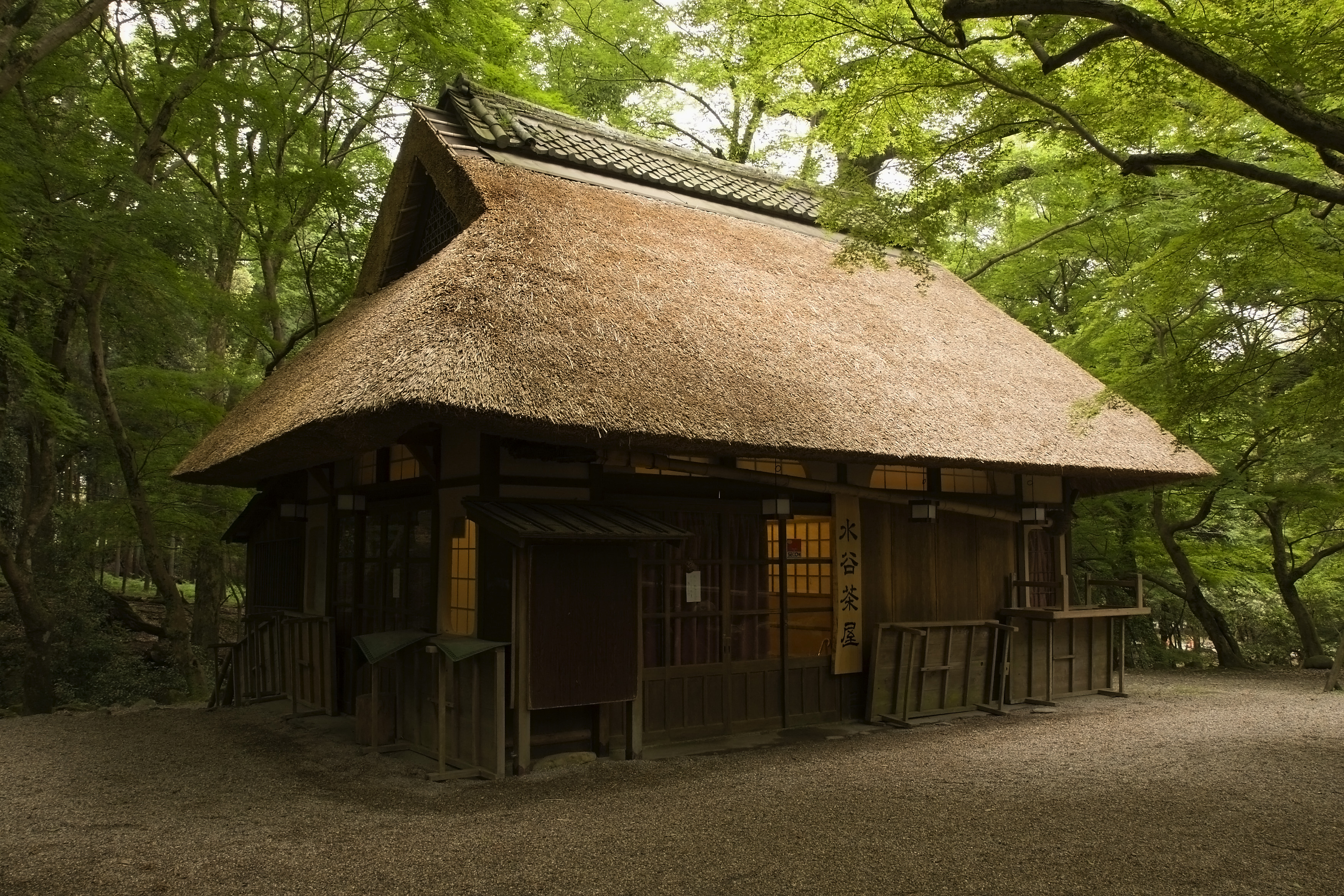
Au sein du parc se trouve un chaya ou maison de thé japonaise traditionnelle proposant thé et wagashi.
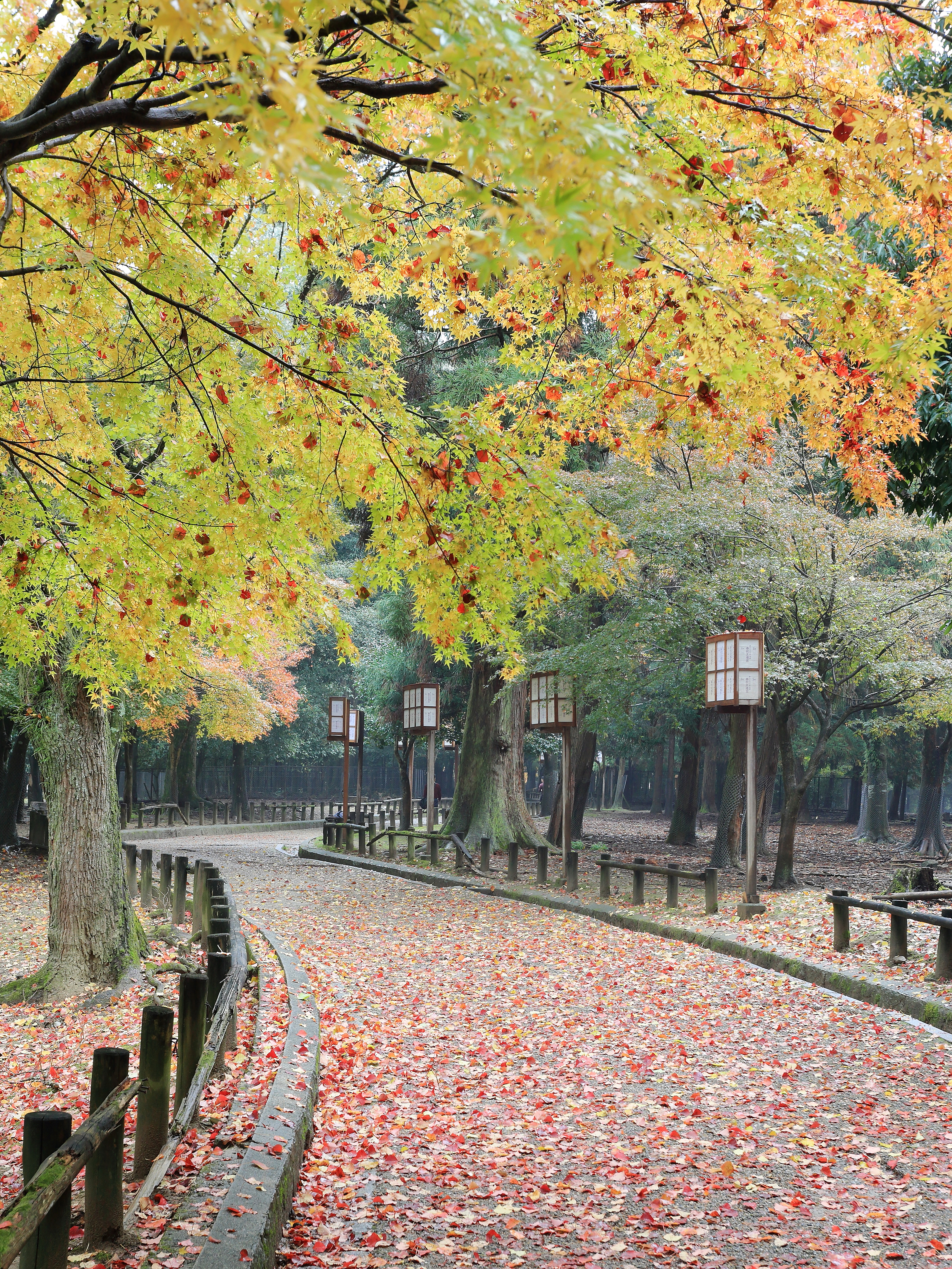
Promenade dans le parc (Nov 2016).

Des jinrikisha ((人力車), ou pousse-pousse, stationnent près des entrées des sites populaires comme le Tōdai-ji ou le Kōfuku-ji.
Le parc abrite le musée national de Nara et le Todai-ji où le plus grand bâtiment en bois du monde héberge une statue de Bouddha haute de quelque 16 m.

## Cerfs

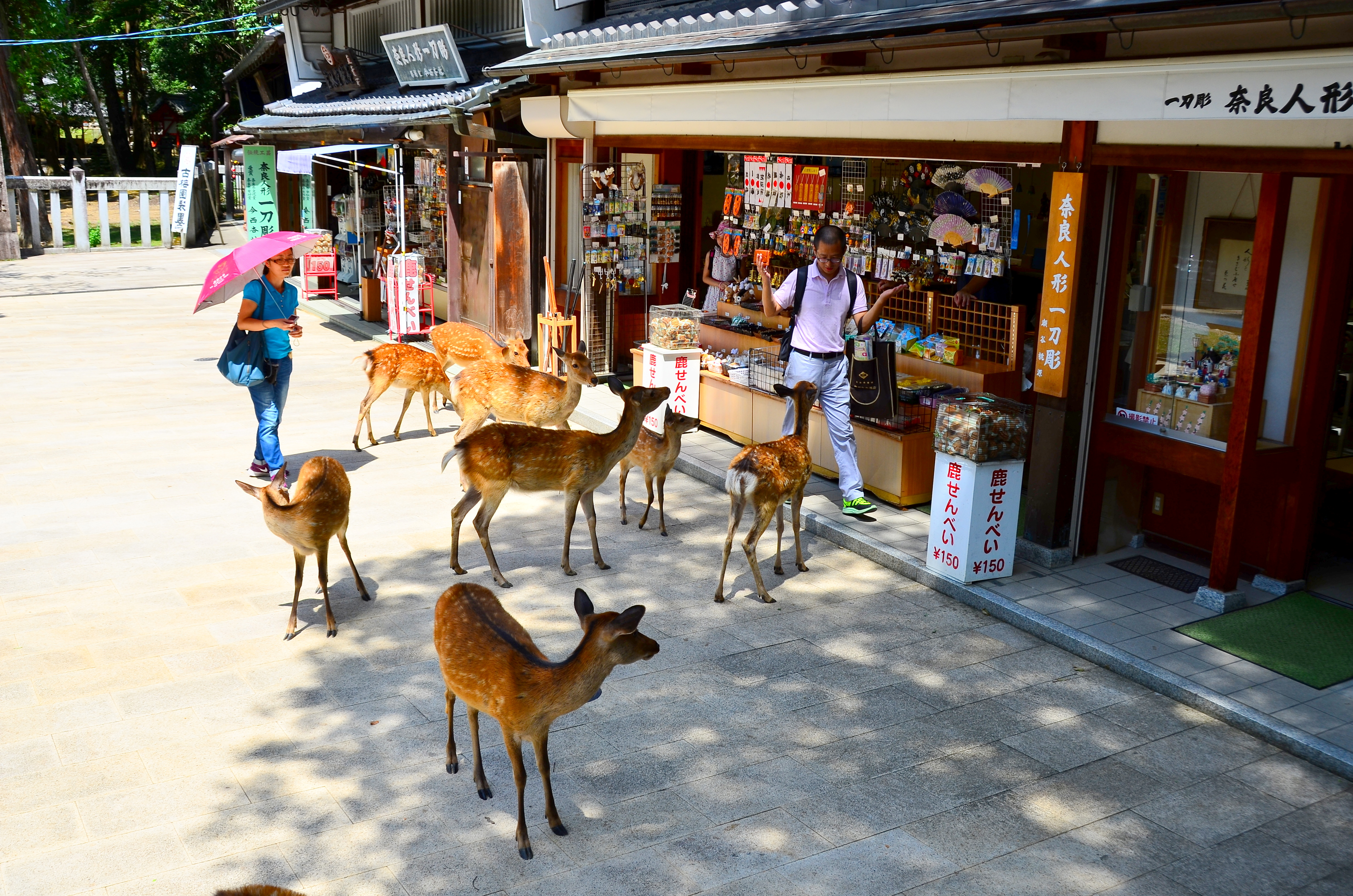
Cerf approchant les touristes

Selon le folklore local, les cerfs de cette région sont considérés comme sacrés en raison de la visite de Takemikazuchi-no-mikoto, un des quatre dieux du Kasuga-taisha. Il passe pour avoir été invité en provenance de Kashima et apparaît sur le mont Mikasa-yama chevauchant un cerf blanc. Dès lors, les cerfs ont été considérés comme divins et sacrés à la fois par le Kasuga-taisha et le Kōfuku-ji. Tuer un de ces animaux était un crime capital jusqu'en 1637, dernière date enregistrée d'une violation de cette loi.
Après la Seconde Guerre mondiale, les cerfs sont officiellement déchus de leur statut sacré et divin, mais désignés trésors nationaux et protégés en tant que tels. Aujourd'hui, les visiteurs peuvent acheter des « croquettes pour cerfs » ((鹿煎餅) shika-senbei) pour nourrir les animaux du parc. Ces biscuits sont vendus exclusivement par la société WNOW.

## Dans la culture
Le compositeur Olivier Messiaen en a fait une évocation musicale dans le deuxième de ses Sept haïkaï (1962).
L'album This Is All Yours d'Alt-J (2014) a trois pistes intitulées Arrival in Nara, Nara et Leaving Nara, peut-être en référence au parc.

## Source de la traduction
- (en) Cet article est partiellement ou en totalité issu de l’article de Wikipédia en anglais intitulé « Nara Park » (voir la liste des auteurs).